# Pierre Weiss (sportif)
Pour les articles homonymes, voir Weiss et Pierre Weiss.
Pierre Weiss, né le 5 mars 1947 est un dirigeant sportif français. Il est marié et père de 3 enfants dont deux d'un premier mariage.

## Carrière sportive
Ancien bon triple sauteur (14,50m en 1969), Pierre Weiss intègre le Comité Directeur de la Fédération française d'athlétisme (FFA) de 1976 à 1978. Il est de nouveau élu au sein du Comité Directeur en 2012 en tant que Vice-président.
En 1978, il en devient le directeur administratif.
En 1985 il quitte ses fonctions à la FFA pour devenir, pendant deux ans, assistant au secrétaire général de l'IAAF. En 1987 il retrouve son poste de directeur administratif à la FFA.
En 1992 il intègre définitivement l'International Association of Athletics Federations (IAAF) en tant que directeur général. Depuis 2006 il occupe alors le poste de secrétaire général. Il se retire pour prendre sa retraite fin 2011 et est remplacé par Essar Gabriel ; à cette occasion, le prince Albert II de Monaco lui remet la médaille de vermeil de l'éducation physique et des sports.
Il est également Secrétaire Général de la Fondation internationale d'athlétisme (IAF). L’IAF est une organisation à but non lucratif dont l’objet est d’apporter une aide l’IAAF (Association Internationale des Fédérations d’Athlétisme), ses Fédérations Nationales membres, et tout autres personnes physiques ou organisations, dont les activités justifient une aide, afin de promouvoir le développement et la promotion de l’athlétisme dans le monde.

## Carrière politique
Pierre Weiss fut maire de Bitschwiller-lès-Thann de 1977 à 1983, après avoir été conseiller municipal.